# 森翼
森 翼（もり つばさ、1985年5月3日 - ）は、日本のシンガーソングライター。大阪府出身。

## 略歴
中学生の頃に音楽と出会い、高校生の頃に2人組でストリートライブを重ね、大阪バナナホールでワンマンライブを行う。
2005年、ヤマハ「TEENS' MUSIC FESTIVAL」に出演。その後2006年に、ポニーキャニオン・オーディションに参加した後、2008年5月21日に、「雨傘物語/オレンジの街」をリリースしポニーキャニオンよりメジャーデビュー。同年7月、映画「愛流通センター」で役者デビュー。
2009年3月、ポニーキャニオンから1stフルアルバム『コワイモノシラズ』をリリース。同年4月、「京都地検の女第5シリーズ」でテレビドラマ初出演。
2013年2月14日に、植田健一とのユニット「ブルーペンギン」を結成。
2015年春にホリプロを退所、同時にポニーキャニオンとの契約を解消していた事を自身のブログで発表、それと同時にソロプロジェクトである「赤と嘘」を結成。
2015年に結成したソロプロジェクト赤と嘘で活動をした後、2017年の10月からインディーズで再び森翼名義での活動を再開。2019年2月13日に、森翼名義で初となる配信限定シングル「大丈夫」をリリース。
2021年5月21日、森翼として12年ぶりにフルアルバム『naive』をリリース。同年6月22日、ロックバンド「MIMIZUQ」にボーカルとして加入。11月25日、3rdアルバムリリースすることを発表。アルバムはライブ会場でも販売されるが、クラウドファンディングによって発売前に入手が可能となった。
2022年4月30日、森翼名義での3rdアルバム（1stミニアルバム）の情報が公開され、発売日が5月20日、アルバムタイトルが『bouquet』であることが自身のTwitterにて発表され、同時に5月3日に配信リリースされることも発表された。

## ソロプロジェクトでの活動
2015年結成。森翼のソロプロジェクトである。赤と嘘という名前は、ファンの皆やサポートメンバーなどの応援してくれる人達と自分とのチーム名として名付けたとブログで話している。
2017年に赤と嘘としての活動を終えた後も、森翼としてのライブ活動で時々赤と嘘名義の楽曲を披露することがある。

### ミニアルバム
|     | 発売日        | タイトル                               | 規格 | 規格品番  |
| --- | ------------- | -------------------------------------- | ---- | --------- |
| 1st | 2015年3月26日 | あの時君になんて言えばよかったんだろう | CD   | STCB-0001 |
| 2nd | 2016年3月2日  | 衝動ノスタルジア                       | CD   | STCB-0005 |
| 3rd | 2016年3月2日  | 日常マイノリティ                       | CD   | STCB-0006 |

### 配信限定アルバム
|     | 発売日         | タイトル | 規格                   | 規格品番  |
| --- | -------------- | -------- | ---------------------- | --------- |
| 1st | 2016年10月12日 | Street   | デジタル・ダウンロード | STCB-0002 |

### 出演
- 東放学園体験入学 ゲスト出演で『ノスタルジー』を披露。
- バズリズム ゲスト出演で『ありがとう』を披露。

## ディスコグラフィ

### 配信限定
| 1st | 2019年2月13日 | 大丈夫 | デジタル・ダウンロード |

### アルバム
| 全作曲: 森翼、全編曲: 鈴木“Daichi”秀行。 |                                                 |           |            |      |
| #                                        | タイトル                                        | 作詞      | 作曲・編曲 | 時間 |
| 1.                                       | 「教室」                                        | 森翼      | 森翼       | 5:11 |
| 2.                                       | 「チョコレートジョーク」                        | 森翼      | 森翼       | 4:57 |
| 3.                                       | 「すべり台」                                    | 森翼      | 森翼       | 4:09 |
| 4.                                       | 「負け越し勝負師」                              | 森翼      | 森翼       | 2:49 |
| 5.                                       | 「オレンジの街」                                | 森翼      | 森翼       | 4:36 |
| 6.                                       | 「寄り道スカッシュ」                            | 森翼      | 森翼       | 4:09 |
| 7.                                       | 「君の手」                                      | 森翼      | 森翼       | 3:56 |
| 8.                                       | 「雨傘物語」                                    | 森翼      | 森翼       | 4:19 |
| 9.                                       | 「闇の咲く場所」                                | 森翼      | 森翼       | 3:50 |
| 10.                                      | 「襟から正して～呆～」                          | 森翼      | 森翼       | 4:38 |
| 11.                                      | 「君に逢いたい。」                              | 森翼      | 森翼       | 3:54 |
| 12.                                      | 「すべり台 (青春アコースティック・バージョン)」 | 森翼      | 森翼       | 4:19 |
| 合計時間:                                | 合計時間:                                       | 合計時間: | 50:47      |      |

| 全作曲: 森翼、全編曲: 鈴木“Daichi”秀行。 |                               |           |            |      |
| #                                        | タイトル                      | 作詞      | 作曲・編曲 | 時間 |
| 1.                                       | 「アンフェア」                | 森翼      | 森翼       | 2:37 |
| 2.                                       | 「Friday。」                  | 森翼      | 森翼       | 3:26 |
| 3.                                       | 「雨のち安アパート相合傘」    | 森翼      | 森翼       | 3:21 |
| 4.                                       | 「ぱちもん」                  | 森翼      | 森翼       | 3:46 |
| 5.                                       | 「Blue」                      | 森翼      | 森翼       | 5:11 |
| 6.                                       | 「セーラーカラー」            | 森翼      | 森翼       | 4:06 |
| 7.                                       | 「アレグロ」                  | 森翼      | 森翼       | 3:06 |
| 8.                                       | 「Hello」                     | 森翼      | 森翼       | 4:35 |
| 9.                                       | 「窓」                        | 森翼      | 森翼       | 4:36 |
| 10.                                      | 「My way」                    | 森翼      | 森翼       | 5:47 |
| 11.                                      | 「ぼくにできること」          | 森翼      | 森翼       | 4:03 |
| 12.                                      | 「針と糸」                    | 森翼      | 森翼       | 4:57 |
| 13.                                      | 「music（配信限定トラック）」 | 森翼      | 森翼       | 4:02 |
| 合計時間:                                | 合計時間:                     | 合計時間: | 53:33      |      |

| 全編曲: 鈴木Daichi秀行。 |                          |           |                  |       |
| #                        | タイトル                 | 作詞      | 作曲             | 時間  |
| 1.                       | 「やめなはれ」           | 森翼      | さいとうりょうじ | 3:03  |
| 2.                       | 「フリーウェイ」         | 森翼      | 森翼             | 4:31  |
| 3.                       | 「マザー」               | 森翼      | 森翼             | 2:14  |
| 4.                       | 「君の拍手、僕の明日。」 | 森翼      | 森翼             | 4:32  |
| 5.                       | 「お前センス無いな」     | 森翼      | さいとうりょうじ | 5:03  |
| 6.                       | 「めっちゃE」            | 森翼      | さいとうりょうじ | 2:59  |
| 7.                       | 「answer」               | 森翼      | さいとうりょうじ | 6:06  |
| 合計時間:                | 合計時間:                | 合計時間: | 合計時間:        | 28:28 |

### コラボアルバム
| 1st | 2023年11月17日 | DON'T THINK〜考えるな！〜 | 森 翼×COCONUT SUNDAY |

### ブルーペンギン
|           | 発売日           | タイトル                         | 規格       | 収録曲 |
| --------- | ---------------- | -------------------------------- | ---------- | --- |
| 1st Mini  | 2013年7月27日    | テレビでは流れなかった君と僕の歌 | CD         | \| # \| タイトル \| 作詞 \| 作曲・編曲 \| \| --------- \| ---------------- \| ---- \| ---------- \| \| 1. \| 「愛なんです」 \| \| \| \| 2. \| 「涙目ロック」 \| \| \| \| 3. \| 「ディストピア」 \| \| \| \| 4. \| 「モナリザ」 \| \| \| \| 合計時間: \| 合計時間: \| 0:00 \| \| |
|           |                  |                                  |            | |
| #         | タイトル         | 作詞                             | 作曲・編曲 | |
| 1.        | 「愛なんです」   |                                  |            | |
| 2.        | 「涙目ロック」   |                                  |            | |
| 3.        | 「ディストピア」 |                                  |            | |
| 4.        | 「モナリザ」     |                                  |            | |
| 合計時間: | 合計時間:        | 0:00                             |            | |

### 参加作品
| 発売日        | 商品名 | 楽曲         | 備考 |
| ------------- | --- | ------------ | ---- |
| 2009年8月19日 | KATEKYO HITMAN REBORN!OPENING&ENDING THEME SONGS2                                                              | 「すべり台」 |      |
| 2010年9月1日  | 家庭教師ヒットマンREBORN!オープニング&エンディングテーマソングス3〜未来決戦編までのアニメ主題歌をフルで聴け!〜 | 「青い夢」   |      |

### 未発売作品
- HOME
- 最終電車（石田衣良書き下ろし小説「大須なもなもイレギュラーズ」ヒロインイメージ楽曲）
- 雨上がりの紫陽花
- ティンガ・リンガ・ブー
- hot coffee
- Les Paul
- time
- 雨天決行
- 夕暮れとクローゼット
- 蝉時雨
- さよなら
- 深夜5分
- メリーゴーランド
- 全部がうるさい。
- テレパシー
- たたかう歌
- ナルト
- 君が目を閉じたとき
- 夢旅苦
- ミルクティー
- for you

## ミュージックビデオ
| 監督                   | 曲名                                                                                         |
| ---------------------- | -------------------------------------------------------------------------------------------- |
| 青木亮二               | 「青い夢」                                                                                   |
| 市田ユウキ（イッチイ） | 「マザー」                                                                                   |
| 植村太貴               | 「衝動～スタンスミス～」                                                                     |
| 森翼                   | 「雨のち安アパート相合傘」                                                                   |
| 不明                   | 「雨傘物語」「オレンジの街」「すべり台」「言葉リセット」「アンダーグラウンド」「ありがとう」 |

## 出演

### テレビドラマ
- 京都地検の女(5) 第2話 - 最終話（2009年4月 - 6月） - 検察事務官・本木恵介 役

### テレビ番組
- MUSIC EDGE (2008年5月)
- 旅の香り（2009年4月19日、テレビ朝日）

「京都地検の女」で共演した名取裕子と一緒に「京都地検の女」のロケ先の1つ京都府京都市東山区古川町を探訪
- バズリズム(2016年10月、日本テレビ)
- 24時間テレビ(2017年8月26日、日本テレビ)

### 映画
- 愛流通センター（2008年) - 智彦役

### ラジオ
- FM NORTH WAVE「雨傘レイディオ」

### ライブ
- 2015年01月21日　渋谷TSUTAYA-O-WEST イベント出演
- 2015年01月31日　渋谷Shibuya Milkyway イベント出演
- 2015年02月07日　名古屋Heart Land STUDIO イベント出演
- 2015年02月08日　名古屋LIVE HALL M.I.D イベント出演
- 2015年02月09日　今池ガスホール イベント出演
- 2015年02月10日　代官山LOOP イベント出演
- 2015年02月12日　恵比寿天窓.switch イベント出演
- 2015年02月21日　柏PACOOZA イベント出演
- 2017年08月26日 日本テレビ24時間テレビライブ出演

## 楽曲提供
東京かくれんぼ名義
和島あみ
2016年5月3日「幻想ドライブ」

01.幻想ドライブ（作詞）（TVアニメ『迷家-マヨイガ-』OP主題歌）(ポニーキャニオン、PCCG-70315)
May'n
2015年12月16日「夜明けのロゴス」
02.本当の声をあなたに預けたくて(featuring 千菅春香)（作詞）（TVアニメ『アクエリオンロゴス』ED主題歌）(フライングドッグ、VTCL-35214)
森翼名義
CUBERS
2016年2月10日「Bi’Bi’Bi’」

02.今さらMiss you（作詞）(Bermuda Entertainment Jap、BMEJ-0014) 
Machico
2016年7月27日「Ambitious*」
10.BRAND NEW WORLD〜明日へのグラデーション〜（作詞）（「限界凸旗 セブンパイレーツ」エンディングテーマ）(Mastard Records、LNCM-1144)
ハニカム.トーキョー
2017年5月3日「青空/Free」

02.Free（作詞）(ハニカム.music、HCCR1001)
2018年3月28日「Yeah!!」

02.スクランブル（作詞）(ハニカム.music、HCCR1003)
01
2019年7月28日「雨のせいにして」

01.雨のせいにして（作詞・作曲）
YOSSY×YOSSY
2019年8月23日 「GOING」

07.赤いパンプス（作詞・作曲）
ミュージカル『池袋ウエストゲートパーク SONG&DANCE』

「戦争は止まらない」（歌詞協力）

「隅っこのネズミ」（歌詞協力）

「上手く飛べない」（歌詞協力）

「 未 来 へ 」（歌詞協力）

「静かな戦争」（歌詞協力）

## タイアップ
| 起用年 | 楽曲                 | タイアップ先                                                          |
| ------ | -------------------- | --------------------------------------------------------------------- |
| 2008年 | 雨傘物語             | NTV系『音楽戦士 MUSIC FIGHTER』エンディング・テーマ                   |
| 2008年 | オレンジの街         | モブキャスト配給映画『愛・流通センター』挿入歌                        |
| 2008年 | あいつの彼女         | CX系『グータンヌーボ』エンディング・テーマ                            |
| 2008年 | すべり台             | テレビ東京系アニメ『家庭教師ヒットマンREBORN!』10thエンディングテーマ |
| 2008年 | つながる合言葉       | 大阪経済大学2008年度イメージソング                                    |
| 2009年 | チョコレートジョーク | 関西テレビ『ミュージャック』3月度エンディングテーマ                   |
| 2009年 | 青い夢               | テレビ東京系アニメ『家庭教師ヒットマンREBORN!』13thエンディングテーマ |
| 2017年 | あなたにずっと       | 「東北学院大学教育学科開設」テレビCMソング                            |
| 2019年 | 大丈夫               | 医療専門予備校「メディカルラボ」CMソング                              |